# 采特爾巴赫河
49°39′21″N 10°18′11″E / 49.65592°N 10.30300°E
采特爾巴赫河是德國的河流，位於該國東南部，由巴伐利亞負責管轄，屬於布賴特巴赫河的右支流，河道全長2.5公里，流域面積2平方公里。